# Пјаце (Бреша)
Пјаце је насеље у Италији у округу Бреша, региону Ломбардија.
Према процени из 2011. у насељу је живело 481 становника. Насеље се налази на надморској висини од 269 м.